# Nová Ves u Leštiny
Pour les articles homonymes, voir Nová Ves.
Nová Ves u Leštiny (en allemand : Neudorf) est une commune du district de Havlíčkův Brod, dans la région de Vysočina, en Tchéquie. Sa population s'élevait à 123 habitants en 2020.

## Géographie
Nová Ves u Leštiny se trouve à 7 km au sud-ouest de Golčův Jeníkov, à 24 km au nord-ouest de Havlíčkův Brod, à 46 km au nord-nord-ouest de Jihlava et à 77 km à l'est-sud-est de Prague.
La commune est limitée par Vlkaneč au nord, par Golčův Jeníkov à l'est, par Chrtníč et Leština u Světlé au sud, et par Zbýšov à l'ouest.

## Histoire
La première mention écrite de la localité date de 1391.